# Лиепупская волость
Лиепупская волость (латыш. Liepupes pagasts) — одна из девятнадцати территориальных единиц Лимбажского края Латвии. Находится на западе края на берегу Рижского залива. Граничит с Салацгривской, Вилькенской, Лимбажской и Скултенской волостями своего края.
Крупнейшими населёнными пунктами волости являются сёла: Мусткалны (волостной центр), Лиепупе, Туя, Елгавкрасты, Туясмуйжа, Дунте, Принкас, Курмрагс, Лембужи.
Через Лиепупскую волость проходит европейский автомобильный маршрут E 67 (Хельсинки — Прага).

## История
С древнейших времен на этих землях проживали племена ливов, о чем свидетельствуют местные топонимы. После прихода в XIII—XIV веках крестоносцев, владение землёй перешло к немецким помещикам. Основной экономической деятельностью было сельское хозяйство и рыбная ловля, но активное морское рыболовство началось лишь во второй половине XIX века.
В 1935 году площадь Лиепупской волости составляла 43,2 км², и на её территории проживало 776 человек. В 1945 году был создан Лиепупский сельсовет, который в 1947 году ликвидировали, но уже в 1949 восстановили, в силу ликвидации самой волости. В 1954 году к Лиепупскому сельсовету присоединили территорию ликвидированного Дунтеского сельсовета, а в 1962 году — и территорию ликвидированного Туйского сельсовета. В 1977 году часть территории Лиепупского сельсовета была передана в Лимбажский и Скултенский сельсоветы.
В 1990 году Лиепупский сельсовет был реорганизован в волость. В 2009 году, в результате административно-территориальной реформы в Латвии, Лиепупская волость вошла в состав Салацгривского края.
В 2021 году в результате новой административно-территориальной реформы Салацгривский край был упразднён, Лиепупская волость была включена в Лимбажский край.

## География
Половину территории волости (53 %) покрывают леса. Волость полностью входит в Северовидземский биосферный заповедник, а треть (37 %) её территории является объектом природной охраны. Береговая линия протяжённостью 18 км составляет часть Каменистого побережья Видземе — единственного места на Балтийском море, где на берегу можно увидеть обнажения песчаника.